# Amt Köpenick

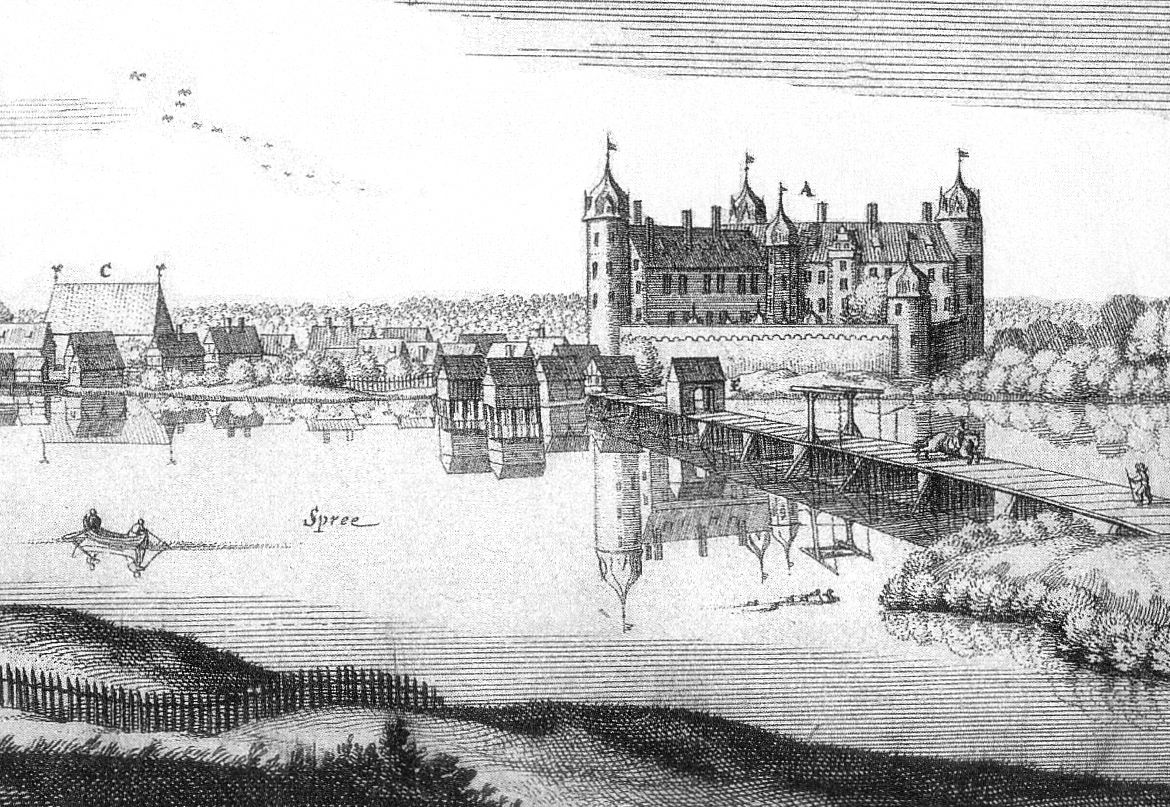
Burg Köpenick um 1650

Das Amt Köpenick war ein kurfürstlich-brandenburgisches, später königlich-preußisches Domänenamt mit Sitz im Schloss Köpenick. Es bestand seit dem Mittelalter und wurde 1810 aufgelöst. Der Großteil des Amtes ging im Amt Mühlenhof auf.

## Geographie
Das Amtsgebiet befand sich zu beiden Seiten der Spree und lag in den Kreisen Niederbarnim und Teltow. Es umfasste Dörfer, Vorwerke und Forstbezirke vom Dämeritzsee im Osten bis zur Rummelsburger Bucht im Westen. Nach Norden hin reichte das Amtsgebiet die Wuhle entlang hoch bis Marzahn, im Süden bildeten Zeuthen und der Schmöckwitzer Werder an der Dahme die Grenze.

## Geschichte

### Burgamt Köpenick
Am 13. Januar 1371 verpfändete Otto der Faule Köpenick an die Bismarcks. Später erwarb die Stadt Berlin das Burgamt. Am 14. Januar 1416 verpfändete Friedrich I. Schloss und Stadt Köpenick an Otto von Lossow für 600 Schock böhmischer Groschen. Am 20. Juni 1426 wurden Schloss und Stadt erneut vom Kurfürstensohn Johann verpfändet, diesmal an Hans von Uchtenhagen. 1457 übertrug Kurfürst Friedrich II. das Burgamt an Henning Schowelbolz. Am 14. November 1499 setzte Kurfürst Joachim I. den Rat Georg Flans als Amtmann ein. 1516 verpfändete der Kurfürst das Amt an Flans für 1.000 Gulden, welche zur Hälfte in den Neubau des Schlosses fließen sollten.

### Domänenamt Köpenick
Das Domänenamt Köpenick bildete sich aus dem markgräflichen Burgamt Köpenick. Nach der Auflösung des Amtes 1810 ging der Besitz zum größten Teil an das Amt Mühlenhof. Das Schloss Köpenick selbst wurde Sitz eines Lehrerseminars.

## Zugehörige Orte, Vorwerke und Einzelhäuser

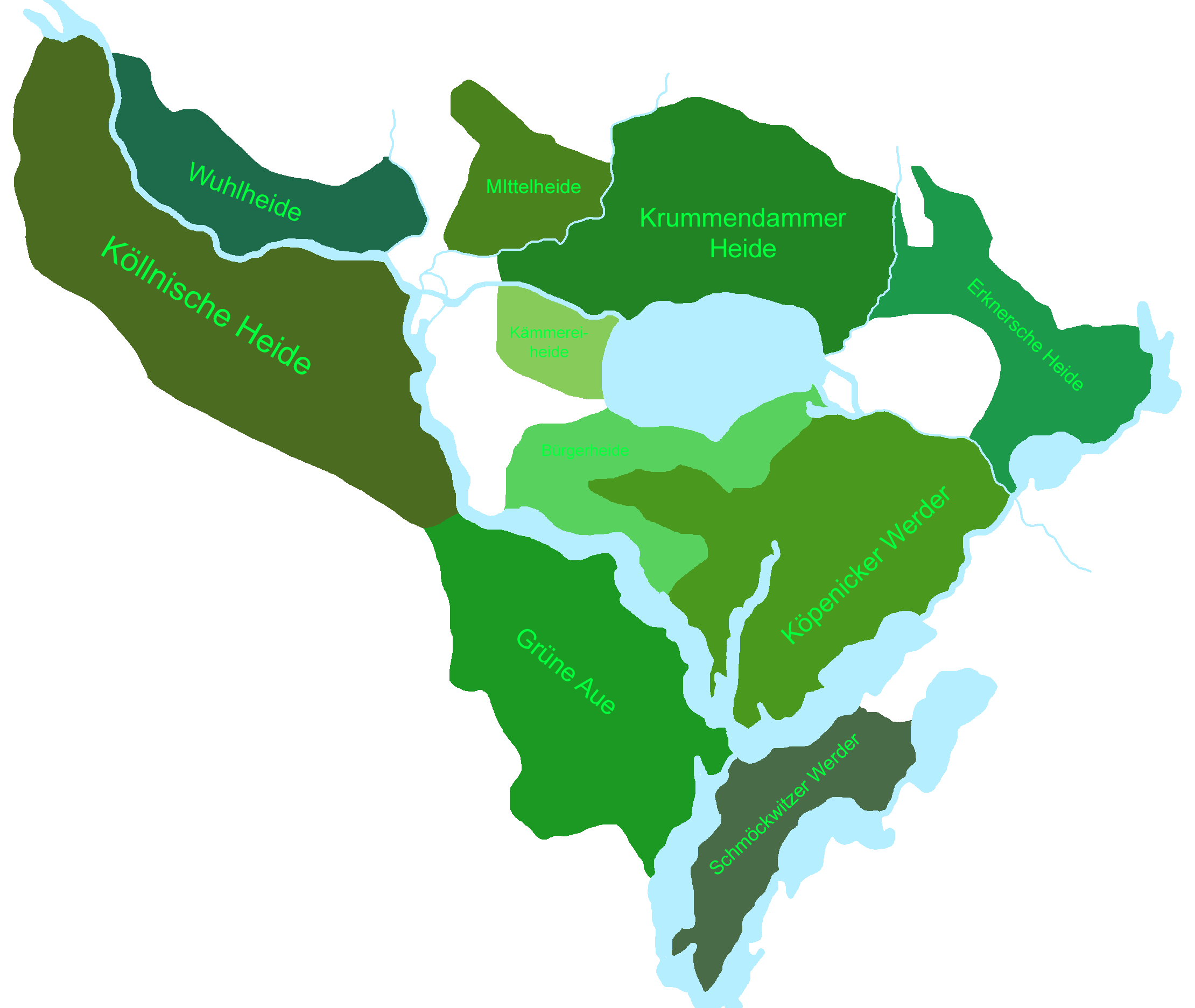
Forste des Amtes Köpenick

Zu Anfang des 19. Jahrhunderts wurde das Amtsgebiet von Bratring genau beschrieben. Zum Domänenamt Köpenick gehörten folgende Siedlungen und bewohnten Plätze.
- Adlershof (Erbzinsgut)
- Biesdorf (Dorf und Amtsvorwerk)
- Bockswerder (Etablissement)
- Bohnsdorf (Dorf)
- Cöpenick (Amtssitz, Vorwerk und Forsthaus)
- Erkner (Forsthaus)
- Friedrichsfelde ehem. Rosenfelde (Dorf und Amtsvorwerk)
- Friedrichshagen (Spinner-Dorf)
- Klein-Glienicke (Dorf)
- Grünau (Kolonie und Dorf)
- Grünelinde oder Schönelinde (Kolonie)
- Hammelstall (Haus)
- Hessenwinkel (Erpachtsvorwerk)
- Johannisthal (Kolonie und Erbzinsgut)
- Kanne (Forsthaus)
- Kietz (Fischerwohnungen)
- Köpenicker Werder (Forst)
- Krampenbude (Fischerhütte)
- Krummendammer Heide (Forst)
- Neuer Krug (Krug)
- Mahlsdorf (Dorf und Amtsvorwerk)
- Mahrzahn (Dorf)
- Müggelbusch (Teerofen)
- Müggelheim (Kolonie-Dorf)
- Neue Scheune (Forsthaus)
- Quappenkrug (Meierei und Krug)[5]
- Rauchfangswerder (Kolonie)[6]
- Sandmühle (Wasser- und Windmühle)
- Cöllnischer Schlächterstall (Haus)
- Schmöckwitz (Dorf)
- Schmöckwitzer Werder (Kolonie)
- Schöneweide (Etablissement)
- Steinbinde (Forsthaus)
- Zeuthen (Dorf)